# Чукарички
«Чукарички» (серб. ФК Чукарички) — сербский футбольный клуб из города Белград. На данный момент выступает в Суперлиге.

## История
«Чукарички» были основаны 4 июля 1926 год в городе Чукарица, расположенном недалеко от Белграда, на правом берегу реки Сава. Первое название клуба: ČSK «Čukarički». Первые цвета клуба — чёрный и белый — до сих пор являются основными. Первым президентом клуба был Милош Илич, первый сербский лётчик. Первые игроки клуба были любителями, игроки искали площадку, делали футболки и ворота.
Движение к цели было трудным, но между игроками была большая дружба и доверие. Самым известным игроком «Чукаричков» в период между двумя войнами был Александр Петрович-Пикавач. В 1935 он был передан лучшему клубу в стране, ФК «Югославии», и постоянно имел место в югославской национальной сборной. Его помнили как лучшего дриблёра довоенной Югославии. В 1948 клуб закончил сезон четвёртым, в 1951 — третьим. В сезоне 1953/54 клуб закончил третьим и затем вторым в 1955/56. Большой успех пришёл спустя десять лет в сезоне 1966/67, когда они завоевали победу во Второй Белградской Лиге и Кубке Белграда. Они вышли в Сербскую Лигу, где постоянно были на вершине. Они стали чемпионами Сербской Лиги в сезоне 1972/73. Тот же результат был достигнут во Второй Объединённой Восточной Лиге.
В Кубке Югославии в 1995 ФК «Чукарички» дошёл до четвертьфинала, участвовал в Кубке Интертото УЕФА в 1996 и 1997. Их последний крупный успех был в сезоне 1999/2000, когда они закончили на 6-й позиции Первую Югославскую Лигу. Позже крупная компания «Stankom» стала спонсором клуба, улучшила финансовое положение клуба и увеличила вместительность стадиона до 7.000.

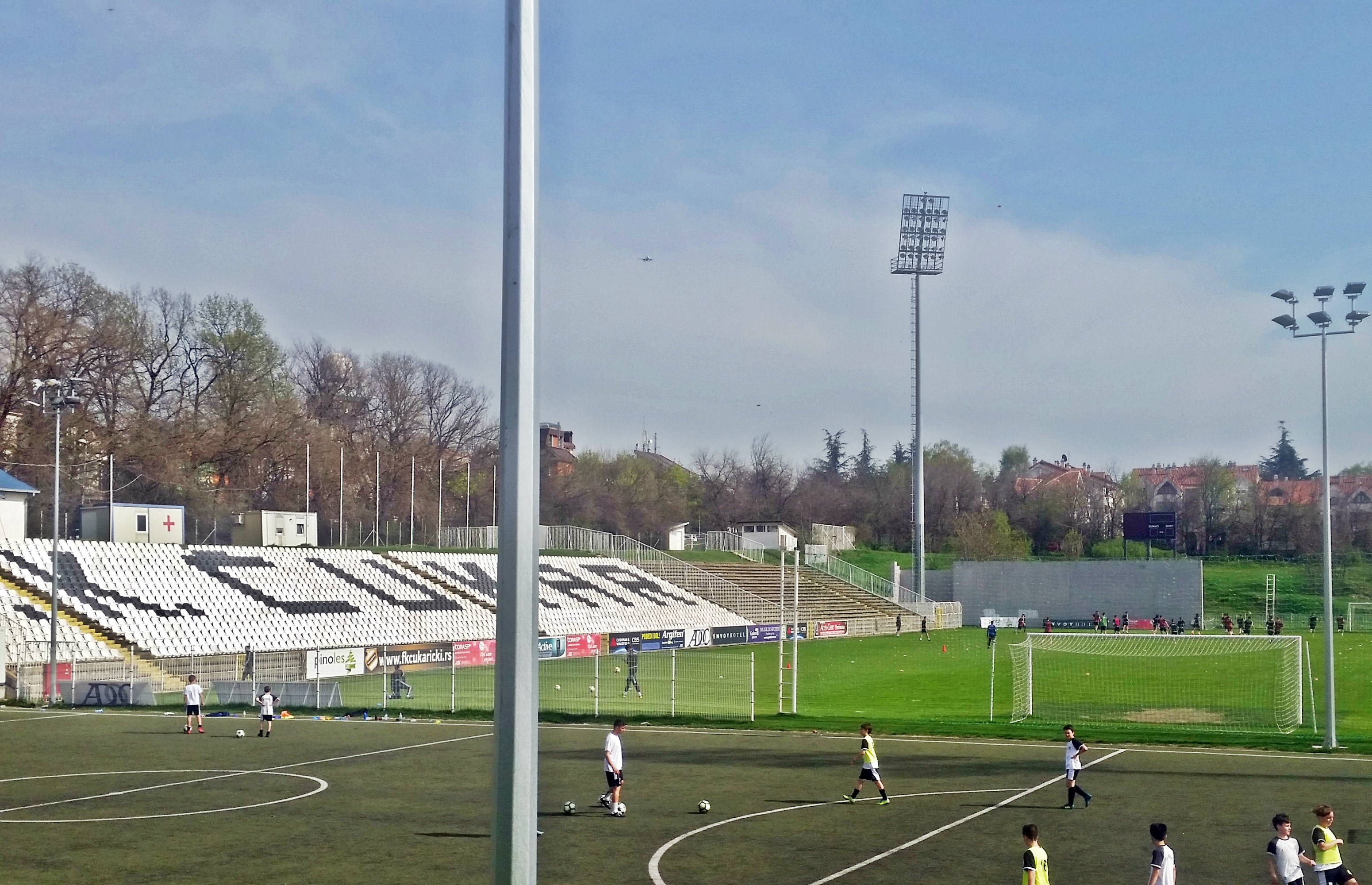
Стадион Чукарички

В сезоне 2002/2003, ставшим последним чемпионатом Союзной Республики Югославия, сразу 6 из 18 команд покинули высший дивизион, в том числе занявшие 14-е место «Чукарички». Но уже в следующем сезоне клуб занял первое место в группе Запад Второй лиги Сербии и Черногории и вернулся в высший дивизион страны.
В последующие годы клуб несколько раз перемещался между дивизионами. В сезоне 2010/2011 «Чукарички» не смогли одержать ни одной победы и с 5-ю очками заняли последнее место в турнирной таблице. А в следующем сезоне лишь по дополнительным показателям обошли «Банат» и «Раднички» в борьбе за выживание.
В 2012 году клуб оказался на грани банкротства, но был приобретен фармакологической компанией ADOC, которая сразу начала инвестировать в клуб. Таким образом, «Чукарички» стали первым приватизированным сербским клубом. Приватизация значительно улучшила финансовую и организационную ситуацию в клубе, инвестиции были вложены в инфраструктуру и игроков. Уже в сезоне 2012/2013 «Чукарички» заняли второе место в Первой лиге Сербии и вернулись в Суперлигу.
В сезоне 2013/2014 подъём клуба продолжился, и «Чукарички», заняв 5-е место, впервые в своей истории получили право участвовать в Лиге Европы УЕФА. В первом же матче клуб одержал победу на андоррским клубом Сан-Жулиа со счетом 4−0, что позволило ему выйти во второй квалификационный раунд, где по сумме двух встреч уступили австрийскому Грёдигу.
Концовка сезона 2014/2015 также принесла много радости фанатам белградского клуба. По итогам чемпионата «Чукарички» впервые стали призёрами первенства страны, заняв третье место. А 20 мая завоевали первый в истории клуба кубок Сербии, переиграв в финальном дерби «Партизан» со счетом 1:0.
По итогам сезона 2015/2016 «Чукарички» вновь завоевали бронзовые медали чемпионата, а также третий раз подряд квалифицировались в Лигу Европы.
Сезон 2016/2017 ознаменовался спадом в игре команды. Перед зимним перерывом команда занимала лишь 12-е место. В зимнее трансферное окно команду возглавил новый главный тренер — Ненад Лалатович. С его приходом результаты улучшились (в 9 матчах суперлиги «Чукарички» одержали 6 побед, дважды сыграли вничью и уступили лишь лидеру чемпионата «Црвене Звезде» со счетом 3:4), однако по итогам первого этапа клуб занял лишь 9-е место, в двух очках от зоны плей-офф. По итогам соревнований в зоне плей-аут «Чукарички» сохранили за собой лидерство, заняв итоговое 9-е место. В кубке Сербии клуб дошёл до полуфинала, где в двухматчевом противостоянии уступил «Црвене Звезде» с общим счетом 2:5.
В сезоне 2017/2018 «Чукарички» сохранили уверенную игру и по итогам первого этапа чемпионата заняли 3-е место. Однако неудачное выступление во втором этапе отбросило команду на 6-е итоговое место, за пределы зоны еврокубков. В кубке Сербии белградцы снова остановились на стадии полуфинала, уступив «Партизану» по правилу гостевого гола (общий счёт противостояния — 4:4).

## Выступления в еврокубках
| Сезон   | Турнир                | Раунд                         | Соперник             | Дома | В гостях | Общий счёт |  |
| ------- | --------------------- | ----------------------------- | -------------------- | ---- | -------- | ---------- |  |
| 1996    | Кубок Интертото       | Группа 9                      | Спартак Трнава       | -    | 0:3      | 5-е        |  |
| 1996    | Кубок Интертото       | Группа 9                      | Даугава Рига         | 1:3  | -        | 5-е        |  |
| 1996    | Кубок Интертото       | Группа 9                      | Карлсруэ             | -    | 0:3      | 5-е        |  |
| 1996    | Кубок Интертото       | Группа 9                      | Университатя Крайова | 1:2  | -        | 5-е        |  |
| 1997    | Кубок Интертото       | Группа 10                     | Гронинген            | -    | 0:1      | 3-е        |  |
| 1997    | Кубок Интертото       | Группа 10                     | Глория Бистрица      | 3:2  | -        | 3-е        |  |
| 1997    | Кубок Интертото       | Группа 10                     | Монпелье             | -    | 1:3      | 3-е        |  |
| 1997    | Кубок Интертото       | Группа 10                     | Спартак Варна        | 3:0  | -        | 3-е        |  |
| 2014/15 | Лига Европы УЕФА      | Первый квалификационный раунд | Сан-Жулиа            | 4:0  | 0:0      | 4:0        |  |
| 2014/15 | Лига Европы УЕФА      | Второй квалификационный раунд | Грёдиг               | 0:4  | 2:1      | 2:5        |  |
| 2015/16 | Лига Европы УЕФА      | Первый квалификационный раунд | Домжале              | 0:0  | 1:0      | 1:0        |  |
| 2015/16 | Лига Европы УЕФА      | Второй квалификационный раунд | Габала               | 1:0  | 0:2      | 1:2        |  |
| 2016/17 | Лига Европы УЕФА      | Первый квалификационный раунд | Ордабасы             | 3:0  | 3:3      | 6:3        |  |
| 2016/17 | Лига Европы УЕФА      | Второй квалификационный раунд | Видеотон             | 1:1  | 0:2      | 1:3        |  |
| 2019/20 | Лига Европы УЕФА      | Первый квалификационный раунд | Бананц               | 3:0  | 5:0      | 8:0        |  |
| 2019/20 | Лига Европы УЕФА      | Второй квалификационный раунд | Мольде               | 1:3  | 0:0      | 1:3        |  |
| 2021/22 | Лига конференций УЕФА | Второй квалификационный раунд | Сумгаит              | 0:0  | 2:0      | 2:0        |  |
| 2021/22 | Лига конференций УЕФА | Третий квалификационный раунд | Хаммарбю             | 3:1  | 1:5      | 4:6        |  |
| 2022/23 | Лига конференций УЕФА | Второй квалификационный раунд | Расинг Унион         | 4:0  | 4:1      | 8:1        |  |
| 2022/23 | Лига конференций УЕФА | Третий квалификационный раунд | Твенте               | 1:3  | 1:4      | 2:7        |  |
| 2023/24 | Лига Европы УЕФА      | Раунд плей-офф                |                      | :    | :        | :          |  |

## Достижения
- Суперлига Сербии
  - 3-е место (5): 2014/15, 2015/16, 2020/21, 2021/22, 2022/23
- Кубок Сербии
  - Победитель: 2014/15
- Первая лига Сербии
  - Вице-чемпион (2): 2006/07, 2012/13
- Вторая лига Сербии и Черногории
  - Победитель (2): 1998/99, 2003/04

## Текущий состав
| №  |                 | Поз. | Имя                  | Год рождения |
| -- | --------------- | ---- | -------------------- | ------------ |
| 1  | Флаг Сербии     | Вр   | Неманья Белич        | 1987         |
| 2  | Флаг Сербии     | Защ  | Виктор Роган         | 2002         |
| 3  | Флаг Сербии     | Защ  | Неманья Тошич        | 1997         |
| 5  | Флаг Сербии     | ПЗ   | Марко Доцич          | 1993         |
| 6  | Флаг Сербии     | Защ  | Миладин Стеванович   | 1996         |
| 7  | Флаг Черногории | Нап  | Марко Раконьяц       | 2000         |
| 8  | Флаг Сербии     | Нап  | Михайло Баич         | 2002         |
| 9  | Флаг Сербии     | Нап  | Джордже Йованович    | 1999         |
| 11 | Флаг Ямайки     | Нап  | Норман Кэмпбелл      | 1999         |
| 12 | Флаг Сербии     | Вр   | Джордже Петрович     | 1999         |
| 14 | Флаг Сербии     | ПЗ   | Митар Эргелаш        | 2002         |
| 15 | Флаг Сербии     | Защ  | Стефан Радоичич      | 2001         |
| 17 | Флаг Черногории | Нап  | Боица Никчевич       | 2000         |
| 19 | Флаг Сербии     | Защ  | Страхинья Танасиевич | 1997         |
| 20 | Флаг Черногории | ПЗ   | Асмир Каевич         | 1990         |

| №  |                           | Поз. | Имя              | Год рождения |
| -- | ------------------------- | ---- | ---------------- | ------------ |
| 21 | Флаг Сербии               | Защ  | Дарко Пушкарич   | 1985         |
| 22 | Флаг Сербии               | ПЗ   | Срджан Мияилович | 1993         |
| 23 | Флаг Сербии               | ПЗ   | Стефан Чолович   | 1998         |
| 26 | Флаг Сербии               | Защ  | Урош Дрезгич     | 2002         |
| 27 | Флаг Боснии и Герцеговины | Нап  | Милан Савич      | 2000         |
| 35 | Флаг Сербии               | Вр   | Новак Мичович    | 2001         |
| 65 | Флаг Сербии               | Защ  | Стефан Шапич     | 1997         |
| 70 | Флаг Сербии               | Нап  | Алекса Янкович   | 2000         |
| 72 | Флаг Сенегала             | Защ  | Ибраима Ндиайе   | 1994         |
| 77 | Флаг Сербии               | ПЗ   | Душан Йованчич   | 1990         |
| 77 | Флаг Боснии и Герцеговины | Защ  | Стефан Ковач     | 1999         |
| 80 | Флаг Сербии               | ПЗ   | Никола Чолич     | 2002         |
| 86 | Флаг Черногории           | Защ  | Боян Роганович   | 2000         |
| 88 | Флаг Сербии               | ПЗ   | Йован Лукич      | 2002         |

## Главные тренеры
- Драгослав Степанович (2007—2008)
- Срджян Голович (временно) (2008)
- Деян Джюрджевич (2008—2009)
- Милолюб Остоич (2009)
- Срджан Василевич (2009—2010)
- Симо Крунич (2010)
- Александар Йович (2010)
- Драган Лацманович (2011)
- Владимир Ромчевич (2011—2012)
- Владан Милоевич(2012—2016)
- Милан Лешняк (2016)
- Гордан Петрич (2016)
- Ненад Лалатович (2016—2018)
- Ненад Миросавлевич (2018)
- Симо Крунич (2018—2019)
- Александар Веселинович (2019—2020)
- Душан Джорджевич (2020—2021)
- Саша Илич (2021—2022)
- Милан Лешняк (2022—н. в.)

## Поставщики формы и титульные спонсоры
| Period     | Поставщик формы | Титульный спонсор |
| ---------- | --------------- | ----------------- |
| 2007—2010  | Nike            | н/д               |
| 2010—2014  | Kappa           | н/д               |
| 2014—н.вр. | Adidas          | ADOC              |